# Mike Peluso (ishockeyspelare född 1965)
Michael David "Mike" Peluso, född 8 november 1965, är en amerikansk före detta professionell ishockeyspelare som tillbringade nio säsonger i den nordamerikanska ishockeyligan National Hockey League (NHL), där han spelade för ishockeyorganisationerna Chicago Blackhawks, Ottawa Senators, New Jersey Devils, St. Louis Blues och Calgary Flames. Han producerade 90 poäng (38 mål och 52 assists) samt drog på sig 1 951 utvisningsminuter på 458 grundspelsmatcher. Han har tidigare spelat på lägre nivåer för Indianapolis Ice i International Hockey League (IHL) och Alaska Anchorage Seawolves (University of Alaska Anchorage) i National Collegiate Athletic Association (NCAA).
Peluso draftades i tionde rundan i 1984 års draft av New Jersey Devils som 190:e spelare totalt och där han vann Stanley Cup med dem för säsong 1994-1995.
Han var en enforcer (slagskämpe) under sin NHL-karriär.
Peluso är äldre kusin till den före detta ishockeyspelaren med samma namn Mike Peluso, som spelade i NHL för Chicago Blackhawks och Philadelphia Flyers.

## Statistik
| 1983–1984   | Greenway High              |             | 12  | 5  | 15 | 20  | 30   | —  | — | — | — | —   |
| 1984–1985   | Stratford Cullitons        | OJHL        | 40  | 10 | 35 | 45  | 114  | —  | — | — | — | —   |
| 1985–1986   | Alaska Anchorage Seawolves | NCAA        | 32  | 2  | 11 | 13  | 59   | —  | — | — | — | —   |
| 1986–1987   | Alaska Anchorage Seawolves | NCAA        | 30  | 5  | 21 | 26  | 68   | —  | — | — | — | —   |
| 1987–1988   | Alaska Anchorage Seawolves | NCAA        | 35  | 4  | 33 | 37  | 76   | —  | — | — | — | —   |
| 1988–1989   | Alaska Anchorage Seawolves | NCAA        | 33  | 10 | 27 | 37  | 75   | —  | — | — | — | —   |
| 1989–1990   | Chicago Blackhawks         | NHL         | 2   | 0  | 0  | 0   | 15   | —  | — | — | — | —   |
|             | Indianapolis Ice           | IHL         | 75  | 7  | 10 | 17  | 279  | —  | — | — | — | —   |
| 1990–1991   | Chicago Blackhawks         | NHL         | 53  | 6  | 1  | 7   | 320  | 3  | 0 | 0 | 0 | 2   |
|             | Indianapolis Ice           | IHL         | 6   | 2  | 1  | 3   | 21   | —  | — | — | — | —   |
| 1991–1992   | Chicago Blackhawks         | NHL         | 63  | 6  | 3  | 9   | 408  | 17 | 1 | 2 | 3 | 8   |
| 1992–1993   | Ottawa Senators            | NHL         | 81  | 15 | 10 | 25  | 318  | —  | — | — | — | —   |
| 1993–1994   | New Jersey Devils          | NHL         | 69  | 4  | 16 | 20  | 238  | 17 | 1 | 0 | 1 | 64  |
| 1994–1995   | New Jersey Devils          | NHL         | 46  | 2  | 9  | 11  | 167  | 20 | 1 | 2 | 3 | 8   |
| 1995–1996   | New Jersey Devils          | NHL         | 57  | 3  | 8  | 11  | 146  | —  | — | — | — | —   |
| 1996–1997   | New Jersey Devils          | NHL         | 20  | 0  | 2  | 2   | 68   | —  | — | — | — | —   |
|             | St. Louis Blues            | NHL         | 44  | 2  | 3  | 5   | 158  | 5  | 0 | 0 | 0 | 25  |
| 1997–1998   | Calgary Flames             | NHL         | 23  | 0  | 0  | 0   | 113  | —  | — | — | — | —   |
| NHL totalt  | NHL totalt                 | NHL totalt  | 458 | 38 | 52 | 90  | 1951 | 62 | 3 | 4 | 7 | 107 |
| IHL totalt  | IHL totalt                 | IHL totalt  | 85  | 9  | 12 | 21  | 315  | —  | — | — | — | —   |
| NCAA totalt | NCAA totalt                | NCAA totalt | 130 | 21 | 92 | 113 | 278  | —  | — | — | — | —   |